# Piccadilly Circus (metrostation)
Piccadilly Circus is een station van de metro van Londen aan de Bakerloo Line en de Piccadilly Line dat is geopend in 1906. De naam van de straat en het plein verwijzen naar de Picadill, de middeleeuwse molensteenkraag, de lijn- en stationsnaam op hun beurt naar het plein.

## Geschiedenis
In 1898 begon de aanleg van de Baker Street and Waterloo Railway (BS&WR) met onder andere een station bij Piccadilly Circus. Op 9 augustus 1899 werd toestemming verleend voor de bouw van de Brompton and Piccadilly Circus Railway (BP&PR) eveneens met een station bij Piccadilly Circus. Door fusies en overnames in het begin van de twintigste eeuw kwamen beide lijnen in handen van de Yerkes Group die Piccadilly Circus dan ook als overstappunt tussen beide lijnen bouwde. De gemeenschappelijk ingang werd gebouwd naar het standaardontwerp van Leslie Green op de hoek van de Haymarket. De perrons van de Bakerloo Line liggen in een flauwe boog tussen de Haymarket en Regent Street op 26 meter diepte, die van de Piccadilly Line liggen op 32 meter diepte onder het plein in het verlengde van Piccadilly. Zoals voor de Eerste Wereldoorlog gebruikelijk werden liften gebouwd tussen de stationshal en de perrons. Op 10 maart 1906 werd de BS & WR geopend en daarmee ook het station, de perrons van de Piccadilly Line volgden op 15 december 1906. In 1907 maakten 1,5 miljoen reizigers gebruik van het station, 15 jaar later was dit gegroeid naar 18 miljoen. Om de doorstroming in het station te verbeteren werd besloten om een nieuwe stationshal onder het plein te bouwen en roltrappen te introduceren. Architect Charles Holden ontwierp een ovalen stationshal met zeven toegangen rond het plein die derhalve ook als voetgangerstunnel voor overstekers te gebruiken is. Aannemer John Mowlem & Co voerde het werk uit tussen 1925 en 1928 voor een half miljoen pond. De Shaftesbury Memorial Fountain, alias Eros, werd tijdens de bouw tijdelijk in de Victoria Embankment Gardens geplaatst. Het stationsgebouw van Leslie Green werd op 21 juli 1929 gesloten voor reizigersverkeer en in de jaren tachtig van de twintigste eeuw gesloopt om plaats te maken voor nieuwbouw. De fontein werd in 1931 teruggeplaatst op het plein. Tijdens de Tweede Wereldoorlog werd het station niet alleen als schuilkelder maar ook als opslag van schilderijen gebruikt.  

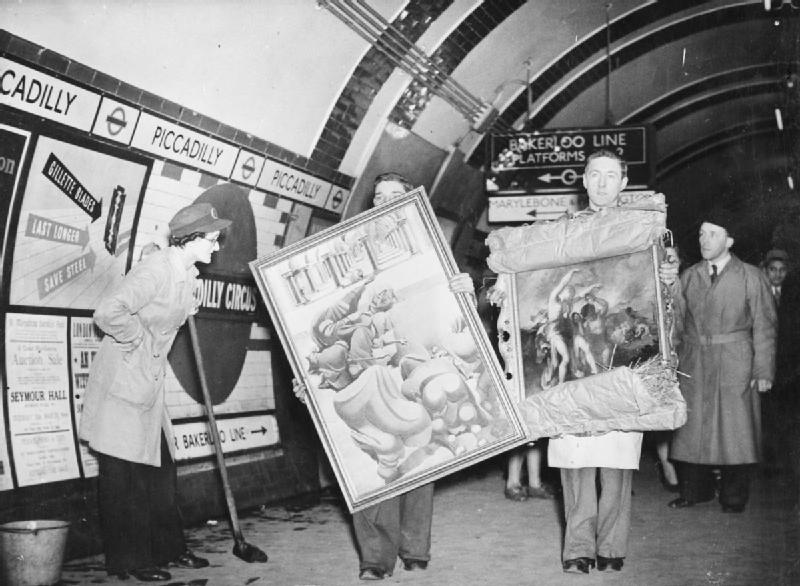
Schilderijen gaan terug naar de musea
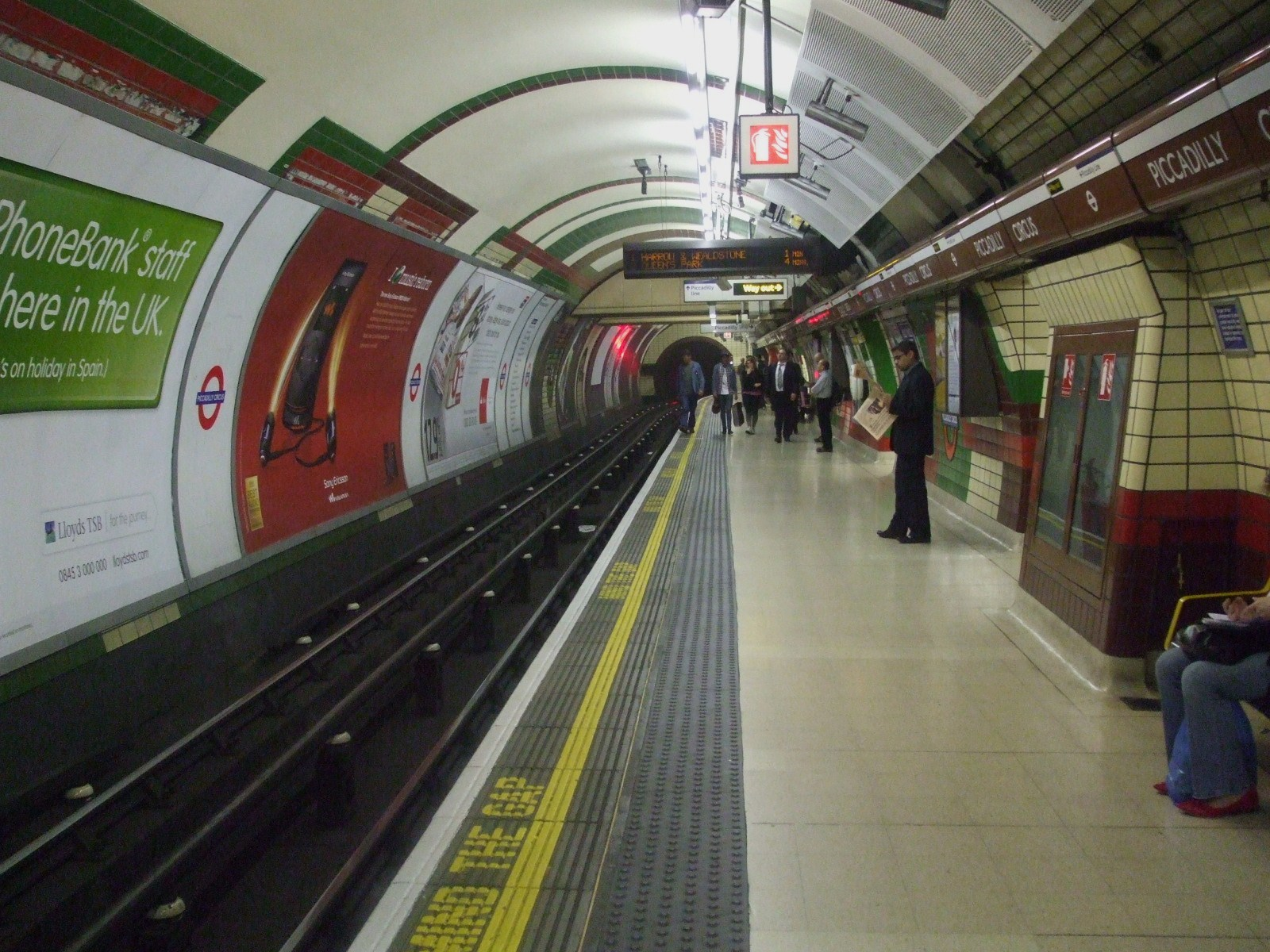
Het zuidelijke perron van de Bakerloo Line
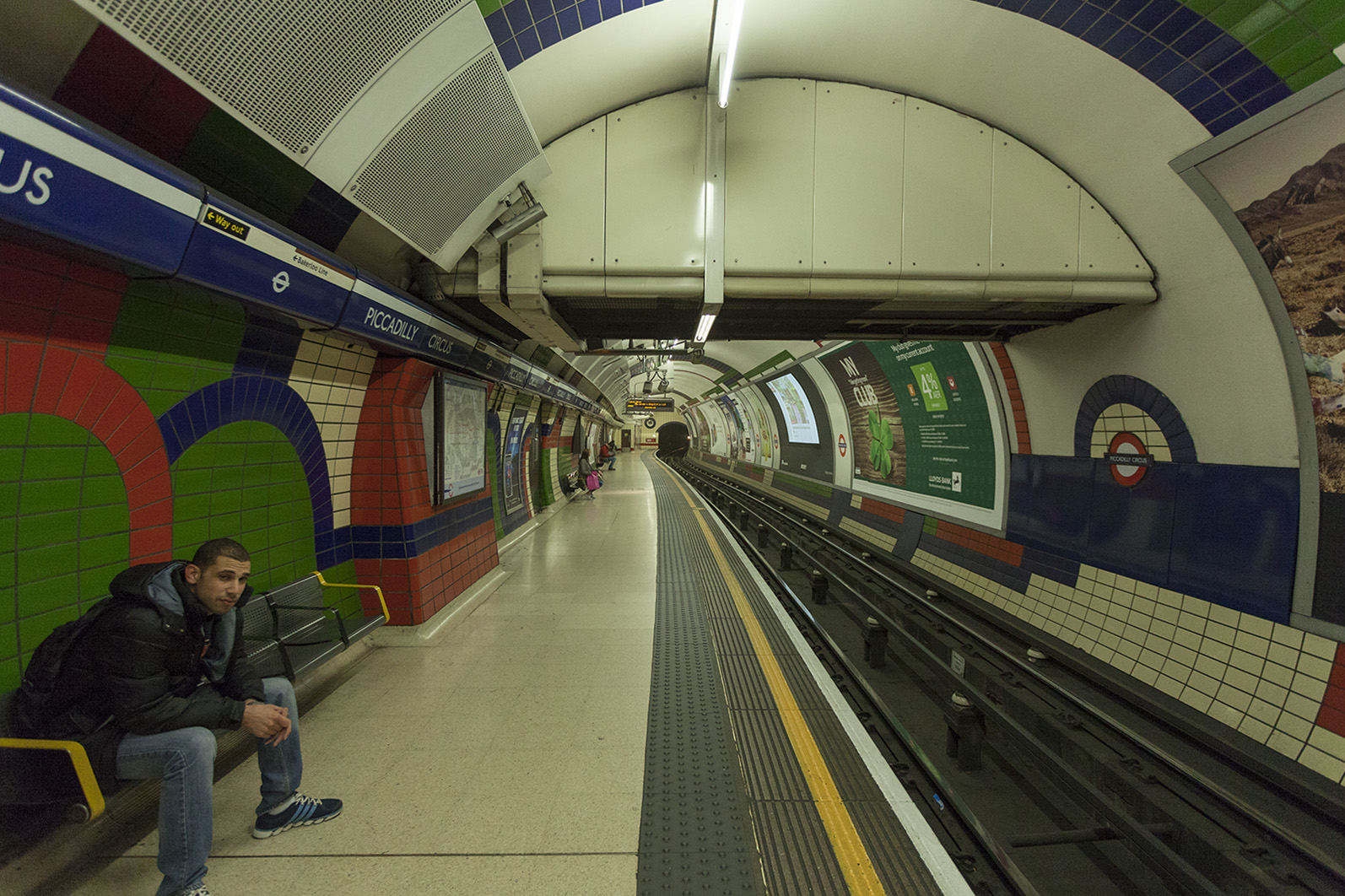
Het noordelijke perron van de Piccadilly Line

## Ligging en inrichting
De stationshal ligt op niveau -1 onder Piccadilly Circus. Achter de toegangspoortjes verbinden vijf roltrappen de stationshal met de verdeelhal op niveau -2 onder de kop van Glasshouse Street. De wand boven deze roltrappen was opgesierd met een muurschildering van kunstenaar Stephen Bone, die de wereld liet zien met Londen als middelpunt van het Britse Rijk. In de loop der jaren is de muurschildering verwijderd op plaats te maken voor reclameborden. De verdeelhal is met drie roltrappen per lijn, aan de noordkant de Bakerloo Line en aan de zuidkant de Piccadilly Line, verbonden met de voetgangerstunnels boven de perrons. De perrons zijn met vaste trappen verbonden met deze voetgangerstunnels die eerder aansloten op de liften. De Piccadilly Line heeft de gebruikelijke indeling met twee perrons aan weerszijden van de toegangstrappen, de Bakerloo Line heeft de voor Londen ongebruikelijke indeling met zijperrons en een scheidingswand tussen de sporen. Tussen de perrons en de tunnels onder Regent Street ligt een overloopwissel zodat metro's uit het noorden kunnen keren bij Piccadilly Circus. Door de combinatie met zijperrons is het voor reizigers mogelijk om aan de westkant van de perrons beide sporen te zien. In 2016 gaf Art on the Underground aan de kunstenaars Langlands en Bell opdracht voor een kunstwerk ter nagedachtenis aan de vroegere directeur van de Underground, Frank Pick, in verband met zijn 75e sterfdag. Het kunstwerk werd in de stationshal aan de wand aangebracht op de plaats waar vroeger de telefooncellen stonden. Het kunstwerk bestaat uit het underground logo, de Roundel, met Picks naam en bronzen letters in het lettertype Johnston dat in 1915 in opdracht van Pick voor de Londense metro werd ontworpen en nog steeds in gebruik is.

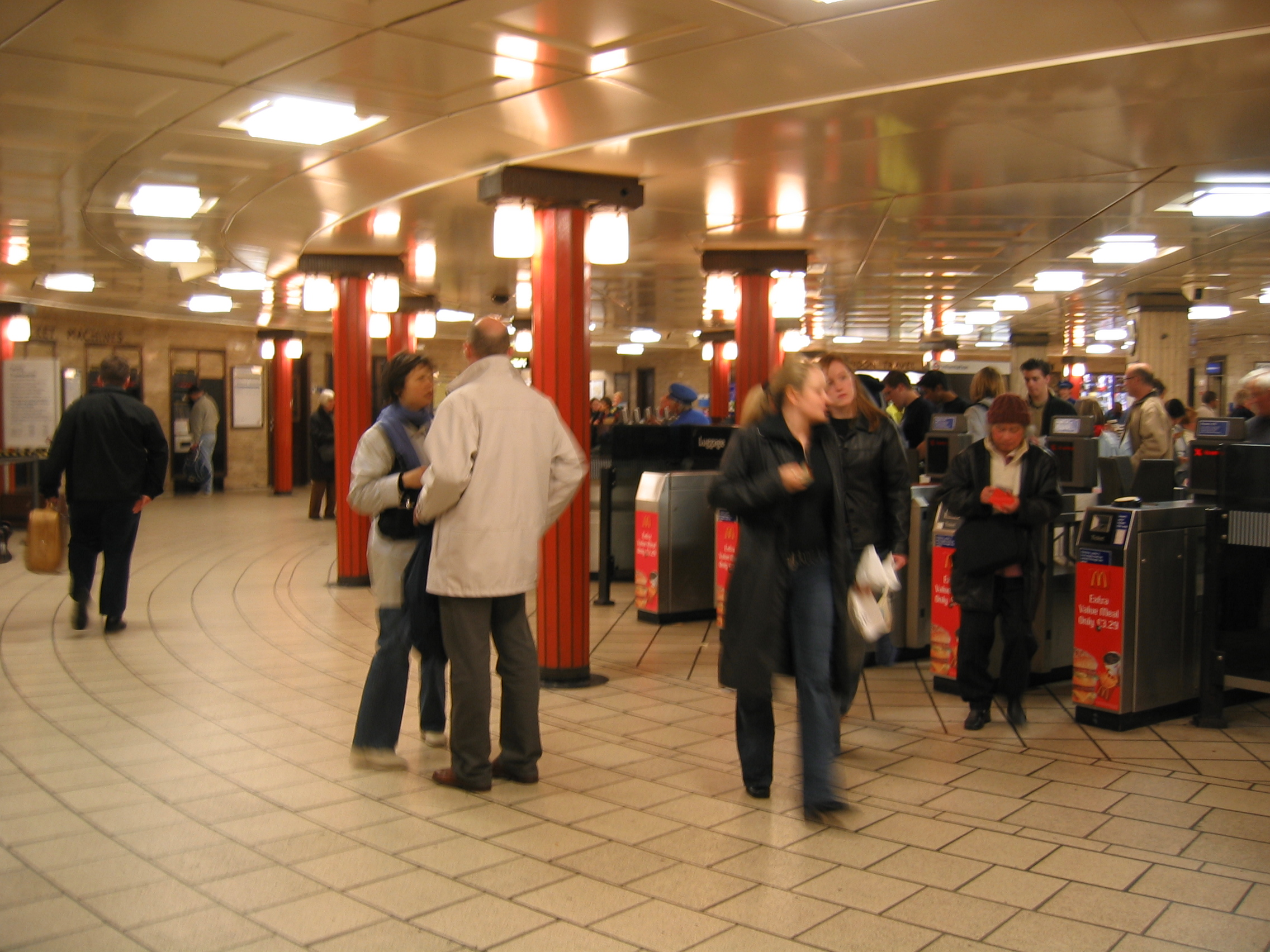
De stationshal
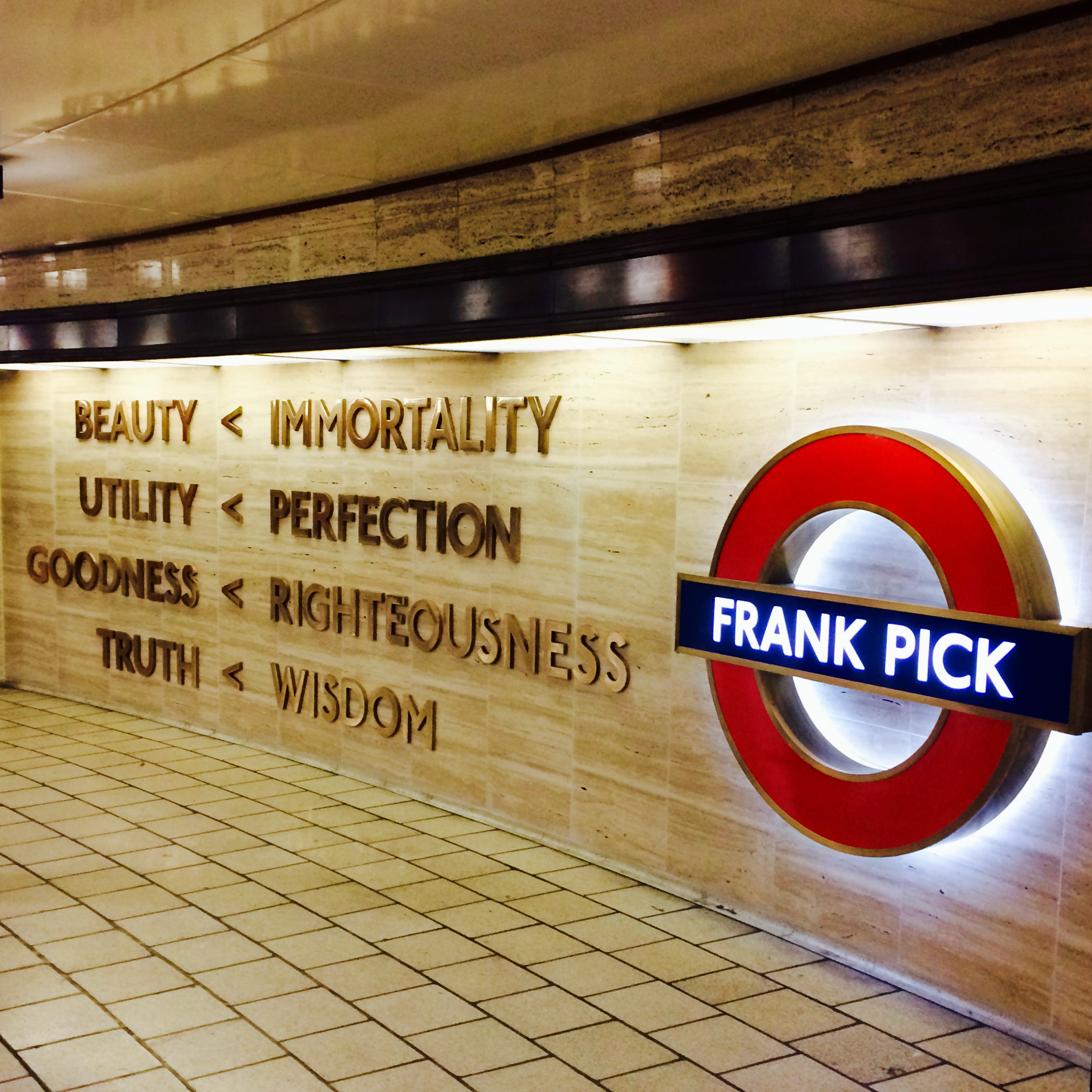
De wand voor Frank Pick
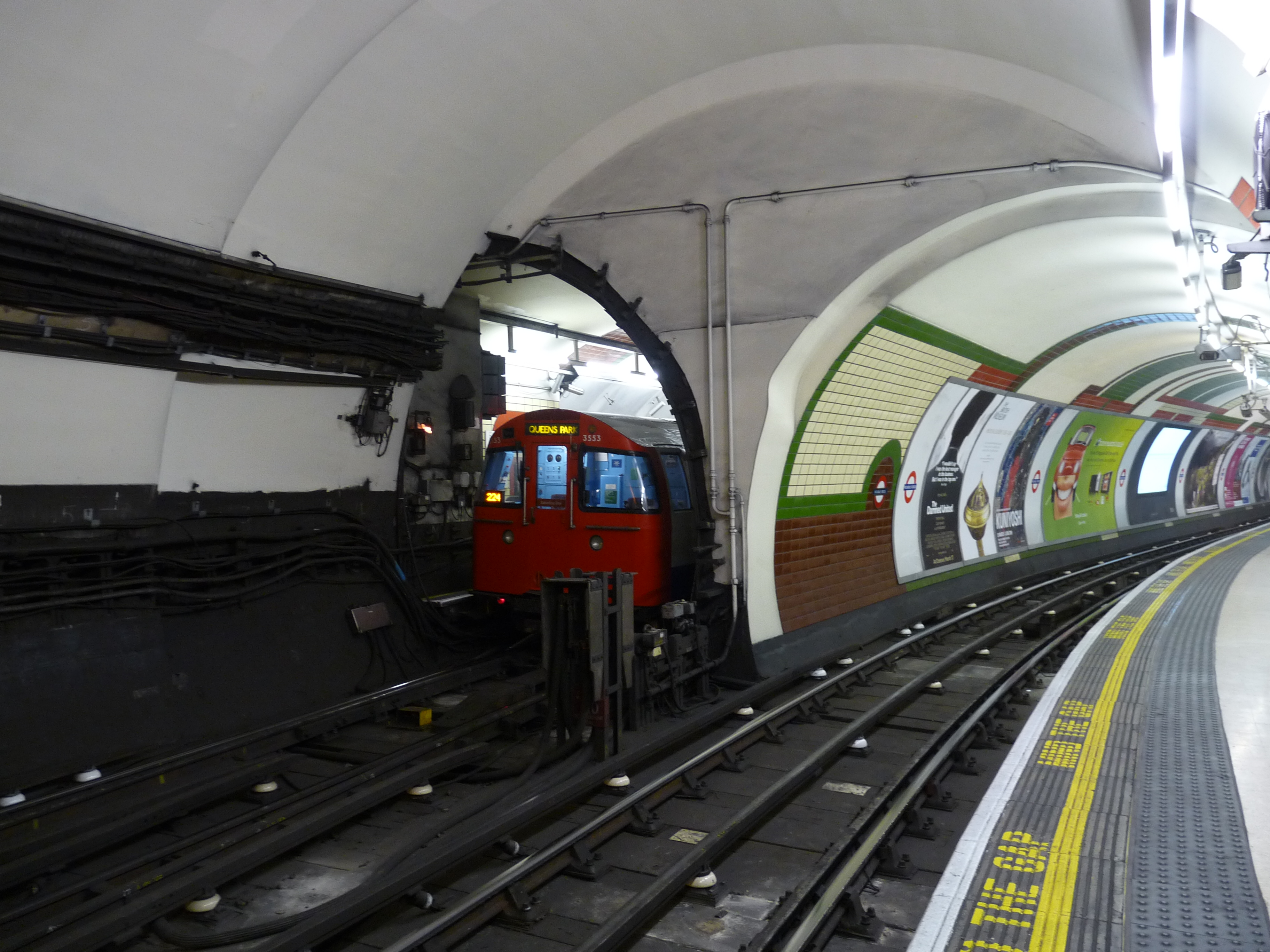
Naast de overloopwissel

## Crossrail
In de jaren 90 van de twintigste eeuw lag er een plan voor een lijn tussen zuidwest en noordoost Londen, de Chelsea and Hackney Line die onder meer zou stoppen bij Piccadilly Circus. Deze lijn zou onder de bestaande lijnen gebouwd moeten worden waarbij ook het station ingrijpend gerenoveerd zou worden. Het in 2015 voorgestelde tracé van de Chelsea-Hackney Line, ook bekend als Crossrail 2, kent echter geen station meer bij Piccadilly Circus.

Harrow & Wealdstone ·
Kenton ·
South Kenton ·
North Wembley ·
Wembley Central ·
Stonebridge park ·
Harlesden ·
Willesden Junction ·
Kensal Green ·
Queen's Park ·
Kilburn Park ·
Maida Vale ·
Warwick Avenue ·
Paddington ·
Edgware Road ·
Marylebone ·
Baker Street ·
Regent's Park ·
Oxford Circus ·
Piccadilly Circus ·
Charing Cross ·
Embankment ·
Waterloo ·
Lambeth North ·
Elephant & Castle